# サトニイ
細井サトニイ（旧芸名サトニイ、1978年3月17日 - ）は、埼玉県戸田市出身の日本の歌手、俳優、タレントである。本名：細井 悟（ほそい さとる）。2024年12月24日にサトニイから、細井サトニイへ改名。

## 来歴
高校時代の1994年に静かなるドンにエキストラとして出演した。20歳の時（1998年）、プロ格闘家を目指し髙田道場に入った。その後職を転々とし、26歳の時中古車販売店を始めた。2016年、レコード会社CIMSミュージックエンターテイメントの契約アーティストとなると同時に、浦安のFMのラジオパーソナリティに抜擢された。それとほぼ同時に2019年2月まで2年半朝霞市のラジオ局スマイルFMで番組を務めた。歌手なのに1曲も流さずトークオンリーでお茶の間を沸かせていた。その間にレコード会社と契約終了フリーになる。ゆず2018プロジェクトのメンバーになり、コーラス隊として曲うたエールに参加。ミュージックビデオに参加。ジャケット写真撮影に参加。岩沢からの握手をスルーする失礼な珍事を起こす。北川には、めざましじゃんけん時、違うのだしちゃダメだよと指さされ事前に注意される。
2018年歌の師匠に出会う。坂本英三(アンセム、アニメタル、ジャムプロジェクト)高音シャウトを伝授される。この時HAIHAIAのキーが出るまでになったと話している。
2019年新曲「セカンドドリーム」を発表この作曲からレコーディングまでを鵜島仁文（Ｇガンダム歌手）に依頼、制作。師匠坂本英三の紹介。
2019年11月27日オフィスK主催、イキアタリバッタリライブに出演。影山ヒロノブの歌マネで評価を得1軍のステージでの活躍が始まる。お客様から満場一致で合格をもらう。この時楽屋で歌まねシンガーURyuと氷室京介の話で盛り上がり、自分の番が来て慌ててステージへ、マイクを忘れる失態を犯す。それも許されるアットホームな雰囲気だったと話している。
2020年2月テレビプロデューサーのマッコイ斎藤の下でネット放送作家を始める。コロナの影響で一カ月で辞める。
2020年8月キングレコード所属どついたるねんからコーラスの募集に応募、課題曲を送り,メンバー全員からぜひ会いたいと、誘いを受けるが集合場所の池袋西口公園で会えずそのまま終了（間違えて西池袋公園に行ってしまったと話している）
2020年9月ＴＡＰ　ＳＥＣＯＮＤ（旧オフィス北野）の事務所に合格しかし断る！
2021年3月「江戸パーティー」レコーディング。その後タワーレコードその他で配信。作詞サトニイ。作曲サトニイ他。このレコーディング場所は、地元戸田市のスタジオで行っている。その30年前に中学1年生の時、このスタジオで仲間と二人でギターの練習を行った。その時の仲間が、その前に食事した山田うどんのパンチセットを食べ、このスタジオの内玄関でリバース。その時の従業員の二人が、長いソバージュをゴムで縛り、もつ煮を片づけていたと話している。バリバリのロッカーがシュールにと談。
2022年5月、都市伝説〜第一章〜を制作、しかし、3月にレコーディングしたが、その前まで得意の入院で、納得いかない声だったと話している。全部裏声で収録とこのと。この時から自身を、ソプラノロッカー、ソプラノシャウターと名乗り始めた。師匠がメタルシャウターと名乗ってるのを見てそうした。
2022年10月、８月にゴルフを８年ぶりに始め、シニアドラコンのプロテストを１年後受けると発表。ゴルフに転身か？しかしそれはあくまで、歌手タレントとしてのタレントの一面を増やしたとのこと。ユーチューブでゴルフタレント的に売り出したいと言っていた。ロッカーがゴルフをやる不門律を破る。ユーチューブ撮影隊や事務所、スポンサーを募集している。
2023年9月、A‐TEAMグループのオーディションを歌手として受ける。4次まであり、自分だけオリジナル曲を披露した。最終の所属合格までもらうも、素人の人達と同じ扱いされたため辞退したと語っている。吉岡里帆氏に会いたがっていた。
2024年7月、バウンディのMVに出演し熱中症になる。看護師のいるバスで帰宅し、OS1を三本飲んで復活したと語っていた。その後、川口オートレース場で、ケンドーコバヤシ主演のCMに出た。ネットフリックスドラマ「グラスハート」に旗振り役で出演し、翌日から熱中症でストップがかかる。
１０月、テレ東ドラマ、志田未来主演「下山メシ」第一話に出演。この時より、エキストラから俳優となる。役アリ、セリフアリ、クレジットあり。前からファンだったと公言し、志田との会話でまた好きになったらしい。志田との挨拶から、金髪１００ｋｇサトニイですと自己紹介するようになった。

## 芸風
「漫談ボーカリスト」なる分野を作り活動する。デビュー曲「ピザのうた」は子供向けの歌であり、作詞作曲した。モノマネも得意な歌手でもある。現在は金髪１００ｋｇサトニイと名乗っている。
モノマネのレパートリーに、B'z、サザンオールスターズ、THE BAWDIES、影山ヒロノブ、秋川雅史、T-BOLAN、HOUND DOG、ポルノグラフィティ、吉川晃司、長州力などがある。最高HIHIAの高さまで出せ、4オクターブの音域があるが、笑いに走りがちのため、本格派になれないでいる。ステージでは歌う時間よりしゃべる時間のが長い。しかし実際はキーが高く声量がある。歌手として相川七瀬や、月光鬼束ちひろ、そばかすJUDY AND MARY、私は最強を持ち歌としている。

## 人物
サトニイ(細井サトニイ)とは、高校時代言われていた名前の1つだと言う。独身である。体重は100キロを超える。バカボン鬼塚が好きで目標にしている。釣りが趣味である。とにかく飲み歩きが好きである。
2024年12月24日、芸名を細井サトニイへ改名した。

## ラジオ番組出演
- エフエム浦安「サトニイの最後は毎回シーズゴーン」（毎月第3土曜日14時 - 、15分間休止中）[4]
- すまいるエフエム（FM朝霞）「サトニイの夕方☆音ザロック」（毎週土曜日18時30分 - 、30分間）
- クローバーメディア（志木）「サトニイの夕方☆音ザロック」（毎週土曜日18時30分 - 、30分間）

## ドラマ出演
- 下山メシ（2024年11月15日（14日深夜） - 、テレビ東京）作業員B役

## CM出演
- オートレース（２０２４年７月ネット広告）

## 免許・資格
- 普通自動車免許
- 古物商
- 回送運行許可証
- 保険業
- 宅地建物取引主任者合格者
- 食品衛生責任者
- 剣道5級
- 水泳5級
- 英検3級
- 書道3段
- 弓道教室卒業